# Tears Roll Down (Greatest Hits 82-92)
Tears Roll Down (Greatest Hits 82-92) è un album raccolta dei Tears for Fears, pubblicato nel 1992.
Comprende quasi tutti i singoli tratti dai primi 3 album del gruppo, ovvero The Hurting, Songs from the Big Chair e The Seeds of Love (mancano Suffer the Children, The Way You Are e Famous Last Words). L'album comprende inoltre l'inedito Laid So Low (Tears Roll Down), registrato dal solo Roland Orzabal appositamente per questa raccolta.
In seguito al disco è uscita anche una VHS omonima, disponibile anche in DVD, con gli stessi videoclip dei singoli legati al disco.

## Tracce
1. Sowing the Seeds of Love (dall'album The Seeds of Love) – 6:19
2. Everybody Wants to Rule the World (dall'album Songs from the Big Chair) – 4:11
3. Woman in Chains (dall'album The Seeds of Love) – 6:28
4. Shout (dall'album Songs from the Big Chair) – 6:33
5. Head over Heels (dall'album Songs from the Big Chair) – 4:14
6. Mad World (dall'album The Hurting) – 3:29
7. Pale Shelter (dall'album The Hurting) – 4:39
8. I Believe (dall'album Songs from the Big Chair) – 4:50
9. Laid So Low (Tears Roll Down) (inedita) – 4:44
10. Mothers Talk (dall'album Songs from the Big Chair) – 4:59
11. Change (dall'album The Hurting) – 3:54
12. Advice for the Young at Heart (dall'album The Seeds of Love) – 4:54

## Classifiche
| Classifica (1992) | Posizione massima |
| ----------------- | ----------------- |
| Austria           | 34                |
| Belgio            | 2                 |
| Canada            | 19                |
| Europa            | 6                 |
| Francia           | 2                 |
| Germania          | 7                 |
| Irlanda           | 3                 |
| Italia            | 1                 |
| Nuova Zelanda     | 9                 |
| Paesi Bassi       | 22                |
| Regno Unito       | 2                 |
| Spagna            | 10                |
| Stati Uniti       | 53                |
| Svezia            | 41                |
| Svizzera          | 14                |